# Juan Carlos Ávila
Juan Carlos Ávila Juanías (* 27. Juni 1973 in Puerto Carreño) ist ein kolumbianischer Politiker.

## Werdegang
Nach einem Rechtswissenschaftsstudium an der Universidad de los Llanos in Villavicencio, das er mit der Promotion abschloss, arbeitete er ab 2004 als Rechtsanwalt. Ávila ist Mitglied der linksliberalen Partido Liberal Colombiano (PLC). 2006 unterlag er in einem von starken politischen Auseinandersetzungen geprägten Regional-Wahlkampf mit angeblich weniger als 10 Stimmen Unterschied dem bisherigen Gouverneur und Ex-Oberst Blas Arvelio Ortiz Rebolledo von der Partido de la U (Partido Social de Unidad Nacional). Nach Untersuchungen des kolumbianischen Staatsrates gegen Ortiz wegen Bestechung und Wahlbetrug kam es zu einer Neuauszählung, nach deren Ende das zuständige Verwaltungsgericht Juan Carlos Ávila zum neuen Gouverneur des Departamento Vichada ernannte. Die Amtszeit endet 2011. Im Gebiet des Departamentos operieren Ávilas Angaben zufolge Guerilleros der Revolutionären Streitkräfte Kolumbiens (FARC) und kriminelle Banden, von denen im März 2011 nahe Cumaribo mehr als 20 Mitarbeiter einer Tochterfirma der Ölfirma Talisman Energy entführt wurden.